# Öhningen
Öhningen è un comune tedesco di 3 714 abitanti, situato nel land del Baden-Württemberg.